# Егоров, Илья Вадимович
Илья́ Вади́мович Его́ров (род. 24 сентября 1972, Москва) — российский врач-терапевт, кардиоревматолог, доктор медицинских наук, профессор и заведующий кафедрой семейной медицины Института интегративной семейной терапии, руководитель терапевтического отделения крупной частной медицинской клиники, врач высшей категории, медицинский консультант телевизионных и радиопрограмм, посвященных здоровью, главный редактор журнала «Твое здоровье» всероссийской компании «Знание», заместитель главного редактора журнала «Практический врач», член редакционных коллегий журналов «Современная ревматология», «Частный врач».

## Биография
Илья Егоров родился 24 сентября 1972 года в Москве в семье российского поэта, одного из основоположников жанра авторской песни Вадима Егорова.
В 1996 году окончил РГМУ имени Н. И. Пирогова. Кандидат медицинских наук (2001). Доктор медицинских наук (2012). Сертификаты по терапии внутренних болезней и клинической гастроэнтерологии. Квалификационные свидетельства по клинической ревматологии, клинической эндокринологии, клинической нефрологии. Специализация по кардиоревматологии (США, Нью-Джерси). Ведущий специалист в России по старческим порокам сердца.
Главный редактор Нового терапевтического журнала NON NOCERE, заместитель главного редактора журнала «Практикующий врач», член редакционного совета журналов «Современная ревматология» и «Личный врач». Медицинский консультант «Русской службы новостей». Постоянный медицинский эксперт Первого канала (ОРТ, «Контрольная закупка») и телеканала Россия (РТР, «О самом главном»), а также телеканалов «Столица» и «ТDК». Opinion-лидер фармацевтических компаний-гигантов Servier, Gedeon Richter, Takeda. Novartis, Abbott , Sanofi-Aventis, Dr. Reddys. Автор учебника для вузов «Клиническая анатомия человека» (1997, 1999, 2003), научно-популярной книги «Главная врачебная тайна» (2003), рекомендаций по кардиоревматологии по заказу МЗ РФ (2001), более 130 научных и научно-популярных статей.
И. В. Егоров — постоянный участник медицинских конференций, проводимых в России и за рубежом.
В 2011 году им были прочитаны лекции по разным областям терапии более чем в 40 городах страны, в 2012 и 2013 гг. — более чем в 70 городах, а в 2015—2017 гг. — белее чем в 100 городах не только России, но и Армении, Грузии, Казахстана, Узбекистана, Азербайджана, Кыргызстана и Украины. Проводимые им терапевтические школы собирали от 200 до 450 участников.

## Научная деятельность
Сенильный аортальный стеноз
Причины возникновения приобретённого аортального стеноза вызывали дискуссии в течение всего XX века. В СССР кальцинированный аортальный стеноз всегда рассматривался как местное проявление атеросклероза. При этом во всем мире обсуждались две разные концепции: первичное идиопатическое «самозарождение» кальциноза в створках клапана и кальцинирование — как исход когда-то скрыто перенесённого ревматизма.
Работа И. В. Егорова поставила точку в почти столетней дискуссии по второй концепции. Впервые в мире большая группа пациентов с сенильным аортальным стенозом была проведена через иммуногенетическое тестирование аллоантигеном В-лимфоцитов D 8/17 — единственным иммуногенетическим маркёром ревматизма. Иммунологической памяти о перенесенной ревматической лихорадке практически ни у кого выявлено не было.
Прошедшее[какое?] десятилетие было посвящено распространению современных знаний о Менкеберговском пороке среди российских врачей. Этому способствовали десятки публикаций и выступлений И. В. Егорова на московских, российских и международных научных форумах. Им написана и первая в мире монография, вобравшая в себя все основные данные о этом заболевании: от этиологии и классификации до вопросов хирургического и консервативного лечения.

## Отзывы коллег о работе И. В. Егорова
Д. м. н., профессор В. В. Цурко, главный редактор журнала «Современная ревматология»: «И. В. Егоров является экспертом международного уровня в вопросах сенильного кальциноза сердца. Я рад его согласию войти в состав редсовета нашего журнала».
К. М. Коган, главный ревматолог Москвы: «Если бы мне вчера сказали, что я что-то не знаю об аортальном стенозе, я бы рассмеялась. Доклад Ильи Вадимовича потряс меня…».
Академик РАМН, профессор В. Н. Шабалин, директор НИИ геронтологии Минздрава России: «И. В. Егоровым на высочайшем уровне раскрывались аспекты патогенеза старческого аортального стеноза и, что особенно ценно, вытекающие из этого совершенно неожиданные возможности консервативного ведения таких пациентов. Его работа открывает перед клиницистами многообещающие перспективы».
Д. м. н., профессор Б. С. Белов, заведующий отделом Института ревматологии РАМН: «Мы внимательно следим за работой и публикациями Ильи Вадимовича. Не вызывает сомнений, что в настоящее время он является ведущим российским специалистом в этой проблематике».
Академик РАМН, профессор В. А. Насонова, почетный директор Института ревматологии РАМН: «Ещё совсем недавно мы практически ничего не знали об этом заболевании, связывая его по старинке с атеросклерозом. Теперь, по прошествии десяти лет, во многом благодаря И. В. Егорову, пройден путь, приведший нас к поиску лекарственного предупреждения кальциноза клапанов. Остается лишь радостно удивляться…».
Профессор А. Л. Сыркин, директор клиники кардиологии и главный терапевт ММА им. И. М. Сеченова: «Монография И. В. Егорова о старческом кальцинированном аортальном стенозе своевременна и актуальна, наполнена современными научными данными, изложенными, вместе с тем, хорошим литературным языком. Его имя уже известно читателю благодаря написанному им учебнику для вузов „Клиническая анатомия человека“, резонанс от которого был достаточно существенным…».

## Основные работы
- Егоров И. В. Клиническая анатомия человека. — 3-е издание. — М.: ПЕР СЭ; Логос, 2003. — 688 с. — ISBN 5-9292-0059-9.